# カンニングのDAI安吉日!
『カンニングのDAI安☆吉日!』（カンニングのダイあん☆きちじつ）は、2006年4月3日から2018年3月25日までBSフジで放送されていたバラエティ番組である。

## 概要
- 基本的にはBSフジの番組情報や、イベント情報などを伝える番組であるが、各コーナーごとにゲストが登場する。
- 前身番組は『DAI☆安BSフジNAVI!』。カンニング、DAIGO、安めぐみの出演でスタート。
- リニューアル後は松井絵里奈、ぼれろ、三拍子が加わった。
- 2009年4月（第79回）からは「卒業」した松井絵里奈に代わり安藤成子、梅田彩佳（当時はAKB48→NMB48）が加わり、現体制となった。
- 2010年12月1日に、BSフジ開局10周年記念番組として『週刊BSデジタルマガジン』とコラボレーションした『BSフジの10年間すべて見せます!デジマガでDAI安☆吉日!』が放送された。
- レギュラー放送終了後の2019年からは、毎年1月に特別番組が放送されている。

## 放送時間
- 日曜 23:30 - 翌0:00

初回放送週の翌週は前週分のリピート放送となる。なお、特別番組など編成上の都合により休止、または時間変更になる場合もあった。

## 出演者
メインMC
- カンニング竹山
- DAIGO（BREAKERZ）
- 安めぐみ

レギュラー
- 栗田恵美（2013年4月 - ）
- 笠原美香（2013年4月 - ）
- 石浦宏明（レーシングドライバー） - ほぼ毎週出演

準レギュラー
- 梅田彩佳（元NMB48）（2009年4月 - ） -  以前はレギュラー。2015年8月19日放送分（第245回）で1年ぶりの出演。
- 大嶋和也（レーシングドライバー）

## 過去の出演者
- 安藤成子 - 現在は芸能界引退
- 松井絵里奈（2006年8月 - 2009年3月）
- ぼれろ （竹山軍団リポーター）
- 三拍子 （竹山軍団リポーター）
- BREAKERZ
  - AKIHIDE
  - SHINPEI
- 中山明日実（2012年4月 - 2015年7月）

## 放送リスト
2015年
- #237（2015年04月29日）
- #238（2015年05月20日）
- #239（2015年05月27日）
- #240（2015年06月10日）
- #241（2015年06月25日）
- #242（2015年07月08日）
- #243（2015年07月22日）
- #244（2015年08月05日）
- #245（2015年08月19日）
- #246（2015年09月02日）
- #247（2015年09月16日）
- #248（2015年09月30日）
- #249（2015年10月18日）「リニューアル＆アメリカドラマ ザ・ラストシップ特集」
- #250（2015年11月02日）「ファミリー小宮山さんにお願いしに行ってみる」
- #251（2015年11月15日）「OP第二弾！GRANRODEOを全力応援」
- #252（2015年11月29日）「石浦選手を応援しに鈴鹿サーキットへ」
- #253（2015年12月13日）「石浦選手チャンピオン決定までの一部始終」
- #254（2015年12月27日）「GRANRODEO＆小宮山雄飛を全力応援」

2016年
- #255（2016年01月10日）「2015年スーパーフォーミュラ・ドライーバーズチャンピオン石浦宏明選手と一緒に盛り上がる」
- #256（2016年01月24日）「新たなレギュラーメンバーが決定」
- #257（2016年02月70日）「猫侍 玉之丞 江戸へ行くを全力応援」
- #258（2016年02月21日）「山本舞香&浅香航大を迎えて映画「桜ノ雨」を全力応援！」
- #259（2016年03月06日）「スーパーフォーミュラを全力応援！」
- #260（2016年03月20日）「HAPPY伝説☆DAIGO」
- #261（2016年04月03日）「ついにOP曲完成＆東北魂TVを全力応援」
- #262（2016年04月17日）「流れ星を全力応援」

## コーナー
安☆NAVI
BSフジの番組を安めぐみが紹介するコーナー。
DAI☆GO!4
DAIGOがゲストへのインタビューをするコーナー。

## 過去のコーナー
DAI☆GOGOGOGO
DAIGOゲストへのインタビューをするコーナー。
カンニング竹山隆範の「竹山軍団〜野望編〜」
竹山軍団レポーターが「竹山軍団」団員候補生や「竹山」を名乗る店に勝手に直撃し団員を増やしていく勝手連コーナー。

## スタッフ
- ナレーター：E.はぎわら（萩原えみこ） / R.なつき（夏樹リオ、萩原の産休時等の代役）
- 構成：M.いいじま
- CAM：K.おおつか（大塚孝輔）、S.ゆきひろ
- VE：Y.ふじい、R.なかみち
- 編集：K.とりづか（鳥塚幸輔）、S.これなが（是永彩希）
- MA：H.むらお（村尾博一）
- 音効：T.さかま (坂間徹）
- メイク：K.ごうだ
- 技術協力：ジーリンクスタジオ
- 広報：H.わたなべ→M.やまだ
- AP：H.あきやま（秋山晴美）、A.こいけ（小池明彦）
- ディレクター：トッキー
- 演出・プロデューサー：M.かみばやし（上林昌嗣）
- プロデューサー：H.たちもと（立本洋之）→S.おおもり（大森慎司）
- 制作協力：WOODSUP
- 制作著作：BSフジ